# Cymindis pallescens
Cymindis pallescens es una especie de coleóptero de la familia Carabidae.

## Distribución geográfica
Habita en Pakistán.